# Carlos-Reymond
Pour les articles homonymes, voir Reymond.
Carlos-Reymond (Carlos Reymond assortissait sa signature d'un trait d'union qui demeure d'usage) est un artiste peintre et graveur français d'ascendance espagnole né dans le 15e arrondissement de Paris le 16 novembre 1884, mort à Nice le 12 février 1970. Par son mariage avec la cantatrice de l'Opéra-Comique et artiste peintre Marthe Lebasque, il était le gendre de Henri Lebasque.

## Biographie
Carlos-Reymond naît à Paris. Recevant à l'âge de seize ans les conseils et les encouragements de Claude Monet, « le pittoresque des rues parisiennes lui fournit à ses débuts des sujets de compositions animées ». Carlos-Reymond se fixe cependant très jeune à Saint-Tropez où ses parents se font construire une « charmante demeure » en 1903. « C'est dans notre port de Saint-Tropez, témoigne son ami André Dunoyer de Segonzac qui l'y rencontre pour la première fois durant l'été 1908, qu'il apprit à aimer la mer, la beauté des ports et des navires. C'était l'époque des tartanes : le jeune Carlos les dessinait avec ferveur et les peignait à l'aquarelle ».
Si, dans l'entourage tropézien de Paul Signac dont il devient l'élève, Carlos-Reymond fréquente Louis Valtat, Henri Lebasque, Charles Camoin et Henri Manguin, c'est surtout avec Signac et Henri Person « qu'il se lie, formant un trio inséparable où chacun suit sa voie, stimulé par le travail du voisin mais sans jamais l'imiter ».
En 1915, Carlos-Reymond se trouve mobilisé avec son ami André Dunoyer de Segonzac au sein de l'Escadrille des Cigognes à Breuil-le-Sec. En 1919, il épouse Marthe Lebasque pour une vie qui va alors se partager entre Paris et le Midi, assortie de villégiatures conduisant en Normandie, en Bretagne, aux Pays-Bas, en Italie, en Espagne, en Afrique du nord. « Une vie consacrée aussi à l'amitié avec des artistes tels que Pierre Bonnard, Albert Marquet, Henri Matisse, Henri-Edmond Cross, Maximilien Luce, Maurice de Vlaminck, Maurice Denis, Georges Rouault, André Lhote, Jacques Villon, Kees Van Dongen, André Dignimont ou Marie Laurencin, des poètes tels que Guillaume Apollinaire et Jean Cocteau, des critiques tels que Félix Fénéon, Jean Cassou ou Claude Roger-Marx, des musiciens tels qu'Albert Roussel, Jacques Ibert, Florent Schmitt ou Nadia Boulanger qui sont les familiers de leur appartement à Paris ou de leur villa à Roquefort-les-Pins, La Marthoune ».
Ces relations dans le monde musical mandatent précisément Carlos-Reymond, alors membre du comité de la Société des artistes indépendants, pour assurer avec succès la relance du Salon des indépendants qui rouvre ses portes en 1920 après l'interruption du fait de la Première Guerre mondiale : dans un élargissement musical initié par notre artiste et qui sera reconduit en 1921, Alexander Brailowsky y interprète Igor Stravinsky, Florent Schmitt y dirige ses propres compositions, Jean Cocteau y parle d'Erik Satie, la présence de l'Autrichien Arnold Schönberg soulevant cependant, au lendemain du grand conflit, une polémique d'envergure nationale.
C'est en 1941 que Carlos-Reymond et son épouse s'installent à Cimiez où ils sont les voisins de Henri Matisse. « Du haut de la colline de Cimiez, sur sa terrasse, il pouvait contempler la baie de Nice... Carlos-Reymond vivait alors au milieu de meubles anciens dans un appartement, véritable musée, où se trouvaient accrochées les plus belles toiles de son beau-père... Ses propres toiles accrochées à leurs côtés, des premières œuvres pointillistes  aux plus récentes, témoignaient de la qualité et de la singularité d'un art que sa modestie et sa réserve n'ont permis de découvrir vraiment qu'après sa mort ».

## Œuvre

### Sujets peints et leurs dates
- Paris, avant 1903.
- Florence, 1902, 1921.
- Saint-Tropez, à partir de 1904.
- Concarneau, 1915, 1925.
- Le Havre, 1924.
- Honfleur, 1925.
- Bords de Seine (Vernon, Les Andelys), 1925.
- Moret-sur-Loing, 1925, 1926.
- Saint-Malo, Saint-Servan, Cancale, Tréboul, 1925, 1927, 1930.
- Venise, 1925, 1927, 1957.
- Le Béarn, 1926.
- Tunis, Sousse, Gabès, 1929, 1946.
- Alger, 1930.
- Santa Catalina (Séville), 1932.
- Nice, après 1941.
- Grenade, Tolède, 1959.

### Éditions bibliophiliques
- Jacques Roujon, Carnet de route, août 1914 - janvier 1915, préface de Robert de Flers, illustrations de Carlos-Reymond, Éditions Plon-Nourrit & Cie, Paris, 1916.
- Douze chansons de route, recueillies et décorées de 52 bois originaux gravés par Carlos-Reymond, Typographie François Bernouard, 1924.
- René Darde, L'habitation provençale, préface de Henri Algoud, six bois gravés originaux par Carlos-Reymond, Éditions Charles Massin & Cie, Paris, 1926.
- Ouvrage collectif (Gérard Bauër, Francis Carco, Paul Claudel, Colette, Léon Daudet, Jean Giraudoux, Pierre Mac Orlan, Jules Romains, André Suarès, Paul Valéry...), Paris, 1937, soixante-deux lithographies originales par 62 artistes (Carlos-Reymond, Hermine David, André Dignimont, Kees Van Dongen, Édouard Goerg, Henri Matisse, Roland Oudot, Raymond Renefer, Louis Touchagues, Henri Vergé-Sarrat, Maurice de Vlaminck...), lithographies par Chas Laborde et Carlos-Reymond pour Les Boulevards de Gérard Bauër,  cinq cents exemplaires numérotés, Imprimerie Daragnès pour la ville de Paris, Exposition universelle de 1937.

## Expositions

### Expositions personnelles
- Œuvres nouvelles de Carlos-Reymond, Galerie Barreiro, Paris, 1937[9].
- Carlos-Reymond - Cinquante ans de peinture, Château Grimaldi, Cagnes-sur-Mer, 1958[10].
- Galerie André Maurice, Paris, 1962.
- Carlos-Reymond - Aquarelles et dessins de 1904 à 1964, Galerie Le Nouvel Essor, rue des Saints-Pères, Paris, avril-mai 1965.
- Carlos-Reymond, Musée Masséna, Nice, mars-avril 1969. Son oeuvre, Les hommes rouges, Douarnenez, 1926 (huile sur toile, 38 x 46,1 cm), se trouve actuellement au musée des beaux-arts de Brest [11]
- Galerie du Drap d'or, Cannes, 1969.
- Carlos-Reymond - Ports et bateaux, Galerie Georges Barry, Saint-Tropez, 1970.
- Carlos-Reymond, Hommage posthume dans le cadre du Salon des Indépendants, Paris, 1971.
- Expositions personnelles non précisément datées (entre 1922 et 1960) : Galerie Drouant, Galerie Druet, Galerie Georges Petit, Galerie Lorenceau, Galerie de l'Élysée[12].

### Expositions collectives
- Salon des indépendants, Paris, de 1905 à 1921[13], sociétaire en 1916[7].
- Salon d'automne, 1912, 1928 (Salon du jubilé)[14], 1933[15]
- Salon de La Libre Esthétique, Interprétations du Midi : Albert André, Charles Camoin, Carlos-Reymond, Othon Friesz, Fernand Lantoine, Henri Manguin, Albert Marquet..., 1913.
- Exposition de groupe annuelle de la Galerie Druet, avec Henri Lebasque, Pierre Laprade, Maurice Denis, Louis Valtat, autour de 1924[16].
- Exposition internationale des arts décoratifs et industriels modernes, Paris, avril-octobre 1925.
- Exposition d'art français, Le Caire, 1928.
- 3e Salon des portraits contemporains - Maurice Asselin, Jean Aujame, Carlos-Reymond, Giorgio de Chirico, Tsugouharu Foujita, Othon Friesz, André Lhote, Roger Limouse, Roland Oudot, Pino della Selva, Kees Van Dongen…, Galerie de Paris, Paris, 1935[17].
- Marthe Lebasque et Carlos-Reymond exposent ensemble, Galerie André Maurice, Paris, novembre 1960.
- Maisons closes, Galerie Au bonheur du jour, Paris, janvier 2010[18].
- Bateaux ivres, bateaux bleus - Pierre Alechinsky, Raymond Moretti, Édouard Goerg, André Planson, Andrée Bordeaux-Le Pecq, Maurice Verdier, Carlos-Reymond, Centre Cristel éditeur d'art, Saint-Malo, décembre 2018 - janvier 2019[19].

## Réception critique
- « La sensibilité de Carlos-Reymond et la finesse de sa vision font que les œuvres de ce peintre dégagent un charme très subtil et expriment toute une délicatesse de cœur discrète mais dont la sincérité n'échappe pas. C'est un art attaché à la nature et à toutes ses expressions. » - R. D., L'Amour de l'art[9]
- « En utilisant tantôt l'huile et ses densités, tantôt les charmes nacrés de l'aquarelle, Carlos-Reymond fait défiler ses amis si divers : rochers, ondes miroitantes, chênes-lièges aux blessures cruellement ouvertes. Il faut voir cette exposition : elle est réconfortante; elle fait beaucoup d'honneur son seulement à l'artiste mais encore à cette rayonnante Côte d'Azur où d'admirables harmonies s'établissent entre un peintre comme Carlos-Reymond et la nature qui se fait auguste et souriante. » - Robert Rey[10]
- « Comme chez son maître Paul Signac, son talent d'aquarelliste est parallèle à celui de peintre : les deux techniques se complètent et s'étayent l'une l'autre... Sa présence sur le port de Saint-Tropez, témoin de ses débuts, il y a plus de soixante ans, est symbolique de la fidélité à son art de cet artiste, pur indépendant, aussi éloigné des formules académiques que des modes artistiques artificielles et éphémères. » - André Dunoyer de Segonzac[4]
- « Claude Monet lui donne ses premiers conseils, Signac l'initie aux disciplines du Divisionnisme, principes qui le guident tout au long de son œuvre mais dont il refuse l'application systématique pour exprimer les chatoiements de la lumière méditerranéenne. Grâce à sa rigueur et à sa délicatesse, il réussit à éviter toute vulgarité dans ces thèmes tant rabâchés : la mer battant les rochers des calanques, le jeu des voiles dans le vent. » - Gérald Schurr[20]

## Prix et distinctions
- Médaille d'or, Exposition internationale des arts décoratifs, 1925.
- Chevalier de la Légion d'honneur, 1926.

## Musées et collections publiques
- Musée d'art moderne de la ville de Paris[2].
- Musée national d'art moderne, Paris.
- Musée du quai Branly - Jacques Chirac, Paris.
- Musée Saint-Loup, Troyes, Sur les quais, dessin.
- Musée national d'art de Roumanie, Bucarest[21].

## Fresques murales
- Palais de la Porte Dorée, Paris.
- Grand hall du Palais consulaire, Sète[22].
- Hôtel Aletti, Alger

## Collections privées
- Albert Roussel.
- Henry de Waroquier.